# Јелена Вукановић
Јелена Вукановић (мађ. Ilona királyné; после 1109 — после 1161) је била ћерка српског великог жупана Уроша I Вукановића (у. око 1145) и супруга угарског краља Беле II Слепог (1131-1141). Као угарска краљица, имала је значајну улогу у политичком животу већ за време владавине свога мужа, а потом је била и намесница ца време малолетства њиховог сина, угарског краља Гезе II (1141-1162).

## Порекло
Историјски извори сведоче да је Јелена била ћерка српског великог жупана Уроша I Вукановића. Тако се у познатој угарској "Илустрованој хроници" (лат. Chronicon Pictum) из 14. века наводи да је некадашњи угарски краљ Стефан II (1116-1131) упутио посланике у Србију, како би ћерку великог жупана Уроша испросио за краљевића Белу (лат. Statimque misit nuncios in Serviam et filiam Uros comitis magni in legittimam uxorem Bele traduxerunt).
Поводом питања о идентитету Јелене мајке у историографији постоје различита мишљења. Италијански хроничар Пјетро Ранцано је за време своје службе на угарском двору од 1488. до 1490. године саставио дело под називом "Epitome rerum Hungarorum", у коме је забележио да је краљица Јелена, супруга краља Беле II, била изутетна личност, чија је мати била сестричина неименованог византијског цара. На основу тог податка, историчари су покушавали да пруже одговор на питање о могућем идентитету Јеленине мајке, која је према различитим претпоставкама могла бити сродница византијских царева Алексија I (1081-1118) и Јована II (1118-1143).
Према једној од тих претпоставки, Јеленина мати је била Ана Диогениса, ћерка Константина Диогена и Теодоре Комнине, која је била сестра цара Алексија I. Пошто за ту претпоставку не постоји непосредна потврда у изворима, питање о идентитету Јеленине мајке се у науци и даље сматра отвореним.

## Биографија
Око 1129. године краљ Стефан II Угарски је договорио са Урошем I венчање свог рођака Беле и Урошеве ћерке Јелене. Краљ је новом брачном пару дао поседе на управљање у околини Толне. После смрти Стефан II, Бела је крунисан 28. априла 1131. године за краља Угарске. Јелена и Бела су имали шесторо деце: Гезу, Ласла II, Стефана IV, Алмоша, Софију и Елизабету.
Јелена је била од велике помоћи своме мужу у управљању државом током његове владавине. Била је веома верна свом мужу и држави, између осталог она је била та која је 1131. године на државном савету у Араду потенцирала погубљење 68 члана угарске аристократије која је саветовала краља Калмана да ослепи њеног мужа. Према изворима егзекуцији је присуствовао краљ Бела и Јелена, која је била тамо да би била сигурна да су непријатељи њеног супруга кажњени.
Јеленин супруг, краљ Бела II је умро 1141. године и на преесто је дошао њихов најстарији син Геза II. Међутим Јелена је задржала велики утицај у влади и одржавала је добре односе и мир на јужним границама краљевства, уз помоћ свога брата Белоша.
После смрти краља Беле, покварили су се немачко—угарски односи и раскинута је веридба немачког царевића Хенрика и Софије, Јеленине ћерке. Веридба Хенрика и Софије је била договорена 1139. године. Из овог разлога Софија се замонашила и постала опатица у манастиру Адмонт.
У време Гезине владавине, његова млађа браћа Стефан и Ласло нису били задовољни са титулама и поседима које су добили, па су потражили помоћ код владара Светог римског царства и Византије. За време Гезиног живота ове сплетке нису имале успеха, али је након његове смрти 1162. године цар Манојло I Комнин видео добар моменат да прошири византијски утицај у Угарској. Помогао је да се са трона свргне Гезин син Стефан III, а на његово место постави прво Ласло II, а после њега на кратко време Стефана IV. Ипак и поред свега Стефан III је 1163. године успео да поврати и осигура престо.
У време поменутих сукоба између њених синова, краљица Јелена више није била жива пошто је умрла 1161. године.

### Породично стабло
|  |                             |  |  |  |  |  |  |  |  |  |  |  |  |  |  |  |
|  | (?) Петрислав Војислављевић |  |  |  |  |  |  |  |  |  |  |  |  |  |  |  |
|  |                             |  |  |  |  |  |  |  |  |  |  |  |  |  |  |  |
|  |                             |  |  |  |  |  |  |  |  |  |  |  |  |  |  |  |
|  | (?) Марко                   |  |  |  |  |  |  |  |  |  |  |  |  |  |  |  |
|  |                             |  |  |  |  |  |  |  |  |  |  |  |  |  |  |  |
|  |                             |  |  |  |  |  |  |  |  |  |  |  |  |  |  |  |
|  | 2. Урош I Вукановић         |  |  |  |  |  |  |  |  |  |  |  |  |  |  |  |
|  |                             |  |  |  |  |  |  |  |  |  |  |  |  |  |  |  |
|  |                             |  |  |  |  |  |  |  |  |  |  |  |  |  |  |  |
|  | 1. Јелена Вукановић         |  |  |  |  |  |  |  |  |  |  |  |  |  |  |  |
|  |                             |  |  |  |  |  |  |  |  |  |  |  |  |  |  |  |
|  |                             |  |  |  |  |  |  |  |  |  |  |  |  |  |  |  |
|  | Роман IV Диоген             |  |  |  |  |  |  |  |  |  |  |  |  |  |  |  |
|  |                             |  |  |  |  |  |  |  |  |  |  |  |  |  |  |  |
|  |                             |  |  |  |  |  |  |  |  |  |  |  |  |  |  |  |
|  | Константин Диоген           |  |  |  |  |  |  |  |  |  |  |  |  |  |  |  |
|  |                             |  |  |  |  |  |  |  |  |  |  |  |  |  |  |  |
|  |                             |  |  |  |  |  |  |  |  |  |  |  |  |  |  |  |
|  | Ана Комитопул               |  |  |  |  |  |  |  |  |  |  |  |  |  |  |  |
|  |                             |  |  |  |  |  |  |  |  |  |  |  |  |  |  |  |
|  |                             |  |  |  |  |  |  |  |  |  |  |  |  |  |  |  |
|  | 3. (?) Ана Диогениса        |  |  |  |  |  |  |  |  |  |  |  |  |  |  |  |
|  |                             |  |  |  |  |  |  |  |  |  |  |  |  |  |  |  |
|  |                             |  |  |  |  |  |  |  |  |  |  |  |  |  |  |  |
|  | Јован Комнин                |  |  |  |  |  |  |  |  |  |  |  |  |  |  |  |
|  |                             |  |  |  |  |  |  |  |  |  |  |  |  |  |  |  |
|  |                             |  |  |  |  |  |  |  |  |  |  |  |  |  |  |  |
|  | Теодора Комнина             |  |  |  |  |  |  |  |  |  |  |  |  |  |  |  |
|  |                             |  |  |  |  |  |  |  |  |  |  |  |  |  |  |  |
|  |                             |  |  |  |  |  |  |  |  |  |  |  |  |  |  |  |
|  | Ана Даласина                |  |  |  |  |  |  |  |  |  |  |  |  |  |  |  |
|  |                             |  |  |  |  |  |  |  |  |  |  |  |  |  |  |  |
|  |                             |  |  |  |  |  |  |  |  |  |  |  |  |  |  |  |